# Conducte perilimfàtic
El conducte perilimfàtic és un petit conducte que connecta l'espai perilimfàtic de la còclea amb l'espai subaracnoidal. També és anomenat aqüeducte coclear, canalicle coclear i aqüeducte de Cotugno.